# Théodore Parès
Théodore Parès (Ribesaltes, 19 d'abril del 1796 - Bordeus, 11 de novembre del 1880) fou un advocat i polític nord-català, diputat a la Cambra de Diputats durant la Monarquia de Juliol.

## Biografia
Advocat a Ribesaltes i partidari aferrissat dels borbons, en 1815 va disparar públicament trets de fusell contra un bust de Napoleó Bonaparte. Tot i haver donat suport a la restauració francesa, el 1830 va donar suport a la Monarquia de Juliol i fou nomenat advocat general a Montpeller el 1830 i procurador general a Colmar el 1838. A les eleccions de 1837 fou elegit diputat a la Cambra de Diputats per Prada, derrotant el candidat Joseph de Lacroix. El 1835 fou nomenat cavaller de la Legió d'Honor, i el 1845 oficial. Després de la revolució de 1848 es retirà de la política.